# Vuile oorlog
Een vuile oorlog (Spaans: Guerra Sucia) is een vorm van binnenlandse oorlog waarin het leger van een land een opstand, een guerrilla of burgerverzet bestrijdt zonder de nationale en internationale wetten en gedragsregels in acht te nemen. Deze term is voornamelijk in zwang in Spaanstalige landen.
Enkele landen waar een vuile oorlog heeft plaatsgevonden zijn:
- Vuile Oorlog (Argentinië) van 1975 tot 1983 (deze term werd door de Junta zelf gebruikt om de repressie een legitiem aanzien te geven)
- Vuile Oorlog (Mexico) van 1964 tot 1982 (mogelijk langer)
- Vuile Oorlog (Spanje) van 1986 tot 1987, zie Grupos Antiterroristas de Liberación